# 贝里猪笼草
贝里猪笼草（学名：Nepenthes bellii）是棉兰老岛和迪纳加特岛特有的热带食虫植物，其生长于海拔0至800米地区。
其种加词来源于美国植物学家克莱德·里奇·贝尔（Clyde Ritchie Bell）。

## 植物学史
近藤勝彦在1969年11月至12月的《托里植物协会报》（Bulletin of the Torrey Botanical Club）中正式描述了贝里猪笼草。编号为“Kondo 11514”的标本被指定为模式标本，其于1968年4月14日采集于棉兰老岛苏里高海拔800米的地区。近藤勝彦在1968年一次对菲律宾的考察中采集到了这份标本。模式标本存放于北卡罗莱纳植物园植物标本馆（NCU）中；等模标本存放于KC和名古屋植物标本馆中。
仓田重夫和丰岛正美（Masami Toyoshima）在1972年的一期《新加坡园艺报》（The Gardens' Bulletin Singapore）中描述了一种名为“N. globamphora”的猪笼草，其现在被认为是贝里猪笼草的一个同物异名。贝里猪笼草的模式标本为“Kurata & Toyoshima 1128”号标本，1965年8月22日，其采集于棉兰老岛南苏里高省的黎牙实比山（Mount Legaspi）海拔270米处，并存放于日本牙科学院植物标本馆中（NDC）。1966年的一期《食虫植物研究会杂志》（36期，15页）就提到了名为“N. globamphora”的类群，当时该名称被视为裸名。
马修·杰布和马丁·奇克1997年的专著《猪笼草属（猪笼草科）的框架性修订》和2001年的专著《猪笼草科》再次对贝里猪笼草进行了详细的分类处理。马修·杰布和马丁·奇克之后提到，仅知道关于该物种极少量的生态数据，且当时植物标本馆中仅存在两份模式材料（“Kondo 11514”和“Kurata & Toyoshima 1128”）。斯图尔特·麦克弗森在其2009年的专著《旧大陆的猪笼草》中含有一份修订过的贝里猪笼草的描述及彩色的原生地照片。

## 形态特征
贝里猪笼草为藤本植物，可高达2.5米，最多可至10米。茎可分支，常攀附于周围的植被，但也可在地面匍匐生长。茎为圆柱形或略带棱角，直径可达5毫米，节间距可达2厘米。
尚未发现贝里猪笼草的种下类群。

### 叶
贝里猪笼草的叶片革质、无柄。叶片为线形至略呈披针形或窄椭圆形，可长达18厘米，宽至3厘米。叶尖为急尖或钝尖，基部略缩，包住茎周长的二分之一至四分之三，略呈耳状，倾斜。叶片基部可能不同程度的下延，或不下延。中脉的两侧各有3条纵脉，仅限于叶片的末三分之一。羽状脉丰富，斜发至叶片的边缘。笼蔓比例上较长，特别是其下位笼的笼蔓，其长可超过30厘米。
贝里猪笼草的茎、笼蔓和中脉通常为黄色至绿色，但部分标本为橙色或红色；其是否具有较深的颜色似乎与是否干旱有关。叶片通常为绿色，但发育中的叶片也可能为橙色、红色、甚至为紫色，之后逐渐转绿。所以，其植株通常顶部常具2或3片红色的叶片，而下部具大量绿色的叶片。

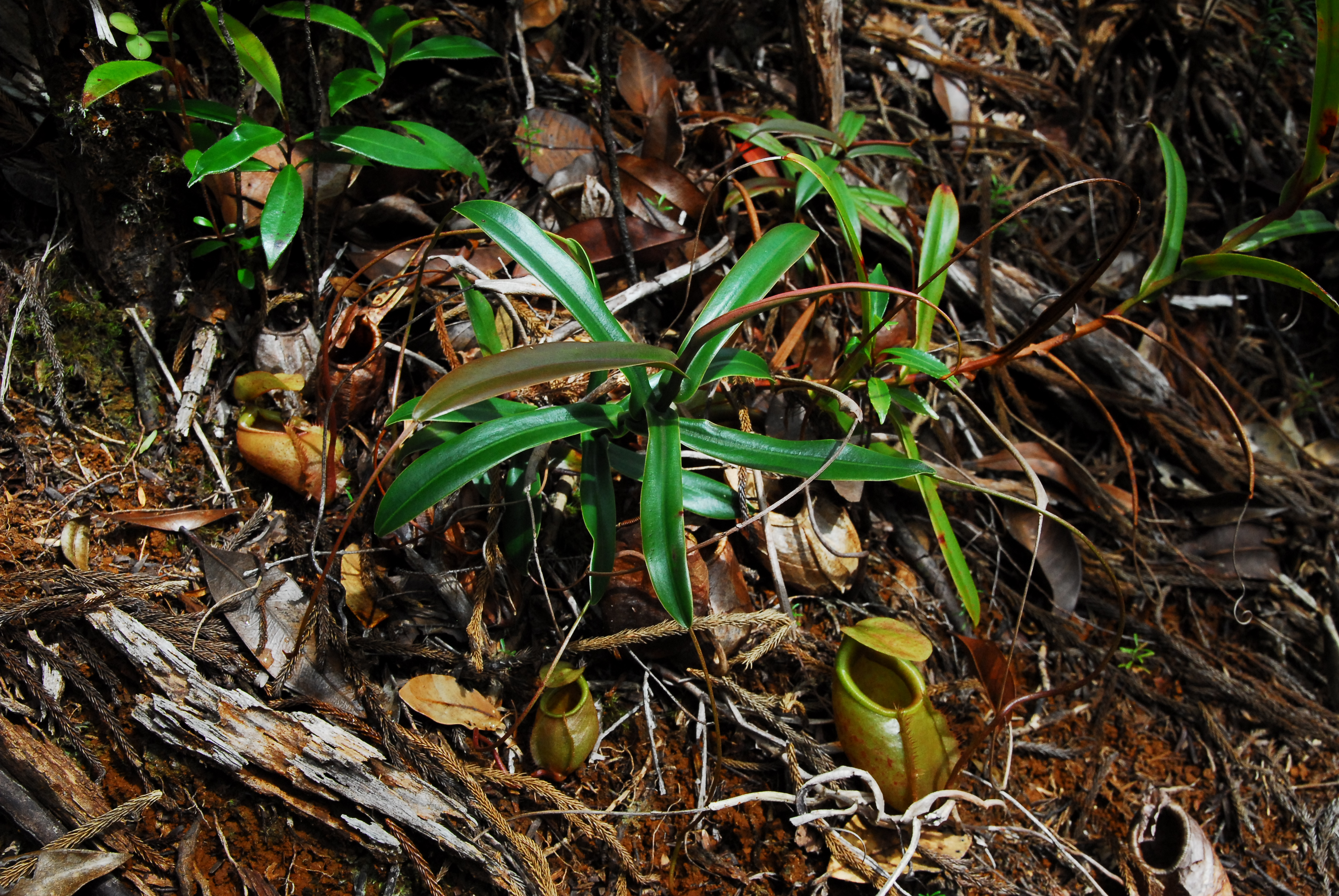
产于迪纳加特岛的贝里猪笼草，可见其下位笼及攀缘茎

### 捕虫笼
贝里猪笼草的下位笼通常为圆柱形或椭球形，但也可能为瓮形或近球形。其较小型，高仅可达9厘米，宽仅可至5厘米。下位笼的下部偶尔膨大，中部略呈现出笼肩。腹面具一对不宽于12毫米的笼翼。笼翼具密集的翼须，翼须可长达9毫米，偶尔两至三根聚为一簇（每簇之间间隔1.3毫米），但通常单独存在（特别是幼年的植株）。笼口近圆形至宽卵形，大致水平，仅略為倾斜。唇为圆柱形，或平展。其可宽达10毫米，基部较宽且略為向上拉升。唇肋可高达1毫米，间距可达1.5毫米。唇齿较窄，不长于3毫米。唇外缘呈波浪状。笼盖为椭圆形至卵形或宽卵形。笼盖末端浑圆，基部略呈心形。其可长达4厘米，宽至3.5厘米。笼盖的下表面无附属物，但稀疏分布着少许（5或6个）蜜腺。该蜜腺为椭圆形至圆形，直径为0.2至0.4毫米。其无边，坑状且较深。笼盖基部的后方具一根不分叉的笼蔓尾，其可长达9毫米。
贝里猪笼草的上位笼为漏斗形，上部膨大。虽然马丁·奇克和马修·杰布观察的带花标本缺乏上位笼，但贝里猪笼草的上位笼还是较常见的。贝里猪笼草上位笼的体型较下位笼小，贝里猪笼草也是猪笼草属中捕虫笼最小的几个物种之一，其仅可高达7.5厘米，宽仅可至3厘米。笼翼缩小至仅宽约4毫米，翼须仅长达3毫米，也可能完全消失。笼翼或笼翼隆迹之间常平展。唇通常与下位笼一样为圆柱形，但仅可宽达5毫米，越靠近基部越宽大。唇肋可高达0.5毫米，间距可达1毫米，但在一些标本上不明显。唇齿窄，可长达1毫米。笼盖无附属物，为椭圆形至卵形，可长达3厘米，宽至2厘米。笼蔓尾不分叉，可长达7毫米。
下位笼大多为绿色、黄色、橙色或红色，具暗橙色或暗紫色的斑点。唇和笼盖与笼身的颜色类似，但没有斑点。捕虫笼的内表面为红色或绿色，可能具红色的斑点。上位笼的颜色与下位笼类似，但无斑点，为绿色、黄色、橙色或红色。不过，红色的上位笼偶尔会具有深色的斑点。上位笼唇和笼身颜色的对比有时较为强烈，可能为红色笼身，黄色或绿色唇，或反之。

### 花序
贝里猪笼草的花序为总状花序，可长达15厘米，直径约1厘米。总花梗可长达9厘米，基部直径约1毫米。每个花序可带40个花朵。每个花梗带一朵花，无苞片，可长达4毫米。花被片为卵形，可长达2.5毫米，宽至1.2毫米。雄蕊柄长约1.5毫米。种荚可长达20毫米。

### 毛被
贝里猪笼草的捕虫笼及花序上具有红色或锈红色的毛被，其不明显且不分叉，可长达0.1毫米。花被片具细绒毛。茎、叶片和雄蕊柄通常无毛。

## 生态关系
贝里猪笼草是菲律宾特有的物种，常见于迪纳加特岛和棉兰老岛北部；由于棉兰老岛南部持续的冲突，所以贝里猪笼草在此的记录不多。因此，其至少存在于北苏里高省和南苏里高省。贝里猪笼草生长于海拔0至800米的地区。
在大部分原生地中，贝里猪笼草陆生，其原生地包括低地石楠林、开阔地（如悬崖表面和山坡）、低地山地森林的矮小植被、及次生林（如龙脑香林）。其经常生长于穿越森林的公路两旁。该物种已知的分布地大致为超基性基质。贝里猪笼草通常与棉兰老岛猪笼草（N. mindanaoensis）和美林猪笼草（N. merrilliana）同域分布。已发现了贝里猪笼草与这两个物种的自然杂交种，但极其罕见。关于这三个物种的实地考察表明，这三者的花期并不相同。
根据2000年的评估，贝里猪笼草已被列入《世界自然保护联盟濒危物种红色名录》中，保护状况为濒危。斯图尔特·麦克弗森认为该物种“目前尚未受到威胁”，并写道其“广泛”分布于迪纳加特岛和棉兰老岛北部，代表着其“广泛的存在着”。然而，低地地区原生地的丧失影响着贝里猪笼草的生存，特别是在迪纳加特岛，其已成为了一个问题。

## 相关物种
贝里猪笼草的下位笼略呈球状，笼翼密集（通常呈簇状）且笼蔓在比例上较长。依据这些形态特征，除了阿金特猪笼草外，都可较容易的與其他物種区分开来。不过，阿金特猪笼草不会出现攀缘茎，叶片的形状也与之不同，且唇呈独特的翻卷状。
贝里猪笼草与美林猪笼草和苏里高猪笼草的捕虫笼和叶片之间存在着相似的形态特征，如顶部的叶片都为红色。但贝里猪笼草的所有部分都极小型，特别是捕虫笼及花序。更一般地说，贝里猪笼草被归入了B·H·丹瑟所分类出的卓越分支（Insignes）中，该组还包含伯克猪笼草（N. burkei）、卓越猪笼草（N. insignis）、美林猪笼草和葫芦猪笼草（N. ventricosa），及最近归入的辛布亚岛猪笼草（N. sibuyanensis）。
在小瓮猪笼草（N. micramphora）的正式描述中，贝里猪笼草与其进行了比较，作者指出小瓮猪笼草的茎、叶片和花序与贝里猪笼草“几乎是一模一样的”。此外，2009年之前关于小瓮猪笼草的描述中还曾将产于汉密吉伊坦山的贝里猪笼草误认为是小瓮猪笼草。不过，小瓮猪笼草的捕虫笼和更小的植被群落特征与之存在着巨大的区别。
马丁·奇克和马修·杰布2001年的专著中指出，托莫里猪笼草（N. tomoriana）的下位笼和贝里猪笼草“显著相似”。

## 自然杂交种
已记录到了两种假定的贝里猪笼草自然杂交种：贝里猪笼草与美林猪笼草的自然杂交种、贝里猪笼草与棉兰老岛猪笼草的自然杂交种。

## 扩展阅读
- 食虫植物照片搜寻引擎中贝里猪笼草的照片（页面存档备份，存于）
- 雷德芬视频库中贝里猪笼草的影像

 维基共享资源上的相關多媒體資源：贝里猪笼草
 維基物種上的相關：贝里猪笼草